# Thoma Avrami
Thoma Avrami (n. 1869 – d. 1943) a fost un poet albanez, jurnalist și activist al mișcării de renaștere națională albaneză. În cursul vieții sale a redactat multe ziare și reviste albaneze cunoscute în epocă precum Përlindja Shqiptare, Besa și Vetëtima.

## Biografie
Thoma Avrami s-a născut în orașul Görice din Imperiul Otoman (astăzi orașul Korçë din Albania) în 1869. A emigrat în România, unde a devenit membru al organizației Drita (cea mai importantă organizație a albanezilor din România) și unul dintre redactorii ziarului organizației; el a publicat acolo unele dintre primele sale poezii lirice. Mai târziu a lucrat ca redactor al revistei Albania. În 1889 a devenit unul dintre primii profesori ai primei școli albaneze din Korçë. În 1903 a început să redacteze revista bisăptămânală Përlindja Shqiptare (în română Renașterea Albaniei) și a inventat deviza Shqipëria Shqiptarëve (în română Albania pentru albanezi) adoptată ulterior de oraganizația politică naționalistă Balli Kombëtar ca motto oficial. Un an mai târziu, a publicat, împreună cu Foqion Turtulli, ziarul Besa la Cairo. În 1908 a fost unul dintre delegații regiunii Korçë la Congresul de la Monastir.